# منطقة بيتول
بيتول رمزها «BE» (بالإنجليزية: Betul)‏ ، هو تقسيم إداري لدولة الهند تتبع ولاية مدية برديش (بالإنجليزية: Madhya  Pradesh)‏ ، مركزها هو مدينة بيتول (بالإنجليزية: Betul)‏ عدد سكانها حسب تعداد سنة 2001 هو 1,394,421 ، مساحتها 10,043 كم² وكثافة السكان 139 لكل كم² .